# Samos II. (Kommagene)
Samos II. Theosebes Dikaios (altgriechisch Σάμος Θεοσεβής Δίκαιος Sámos Theosebḗs Díkaios) oder auch kurz Sames war armenischer Herkunft und lebte im 2. Jahrhundert v. Chr. Er war der Sohn und Nachfolger Ptolemaios’ von Kommagene.
Samos regierte als König von Kommagene zwischen 130 und 109 v. Chr. Während seiner Herrschaft ließ er eine Festung in Samosata errichten, die jetzt durch den Atatürk-Staudamm überflutet ist. Samos starb 109 v. Chr. Der Name seiner Frau ist unbekannt. Sein Sohn und Nachfolger war Mithradates I. Kallinikos.